# 自由民主党大阪府支部連合会
自由民主党大阪府支部連合会（じゆうみんしゅとう おおさかふしぶれんごうかい）は、日本の政党である自由民主党の都道府県支部連合会。略称は大阪府連、大阪自民党。
大阪府における国会議員や地方議員が参加する連合会であり、会長は参議院議員の青山繁晴である。

## 概説

### 国政
大阪府では全域にわたり都市型の選挙であるため、従来より現在に至るまで盤石な地盤を固めた国会議員が多いが、中選挙区制の時代から大阪府に公明党の地盤が現われ、小選挙区比例代表並立制の導入・自民党と連立政権を組み始めてからも公明党が小選挙区を維持していた。大阪府下全19選挙区のうち、全国最多の4選挙区（3区・5区・6区・16区）を同党に譲っており、自民党としては残る15選挙区に支部長を配置している（大阪府議会・大阪市会において協力関係にある大阪維新の会の国政政党・日本維新の会も、公明党の候補者が小選挙区で出馬する選挙区には候補者を擁立していない）。
最後の中選挙区制における選挙である1993年の第40回衆議院議員総選挙において、大阪府では定数28に対して、自民党は5議席、非自民が23議席（うち公明党は7議席）を獲得している。また、初の小選挙区比例代表並立制が導入された1996年の第41回衆議院議員総選挙においても、全国では自民党が1993年の前回選挙と比べて28議席増加していたが、大阪府においては定数19に対して、新進党が15議席（うち公明党系は3区・5区・6区・10区・16区の5議席）を獲得し、自民党は3議席の獲得に留まっていた。
自民党が全国的に惨敗し、民主党に政権が交代した2009年の第45回衆議院議員総選挙においては、小選挙区全19議席のうち西野陽（13区）が小選挙区で獲得した1議席にとどまり、比例復活の竹本直一（15区）、松浪健太（10区）、谷畑孝（14区）、比例単独出馬の柳本卓治の4議席、合計5人と厳しい状況であった。
その後の第46回衆議院議員総選挙で自民党は政権を奪還し大阪府内においても民主党の現職の内閣官房長官（7区の藤村修）・総務大臣（12区の樽床伸二）、民主党政権のうちに2度入閣していた11区の平野博文などに対して、比例復活も許さずに破っている例が存在するものの、多くの選挙区で維新旋風を受けた。その結果、議席獲得は、小選挙区は左藤章（2区）、渡嘉敷奈緒美（7区）、北川知克（12区）の3名、比例復活は中山泰秀（4区）、大塚高司（8区）、原田憲治（9区）、竹本（15区）の4名、計7名に留まり他の8名は比例復活もできずに落選した。
しかし、第47回衆議院議員総選挙では維新旋風が止んだこともあり前回小選挙区若しくは比例復活で当選した7名に佐藤ゆかり（11区）、宗清皇一（13区）を加えた9名が小選挙区で当選しており、その他の小選挙区候補も全員比例復活を果たした。
さらに、第48回衆議院議員総選挙では、前回小選挙区で当選した議員の内、佐藤が比例復活に甘んじたものの、大西宏幸（1区）、長尾敬（14区）を加えた10人が小選挙区で当選し、落選した小選挙区候補も全員比例復活を果たした。また、小泉旋風を受けた第44回以来12年ぶりに大阪府内において自民党が比例選挙の得票数で1位に返り咲いた。
2018年12月26日に北川知克が死去。それに伴い統一地方選挙後半戦と同日の2019年4月21日に、北川が死去したことに伴う12区補欠選挙が行われ、知克の甥の北川晋平を擁立した。当時総裁であった安倍晋三が異例の3回に渡る応援演説を行うなど党本部をあげた選挙戦を繰り広げた。しかし、直前に行われた統一地方選挙前半戦から維新旋風が吹いていたこともあり日本維新の会公認で新人の藤田文武に敗れて落選した。
2021年1月18日夜、松本純が、緊急事態宣言が発出され時短要請が出ていた東京都中央区のイタリアンレストランと銀座のクラブ2軒の計3軒を訪れたと1月26日にデイリー新潮が報じた。同日、松本は記者団に、訪れた3軒の飲食店すべてについて「要望・陳情を承る立場で、1人で行っている」と説明。また、「閉店後に店に入った。店にいたのは店主たる人と自分だけだった」と述べた。しかし、2月1日、松本は記者団に対し、当時大阪府連を務めていた大塚高司と田野瀬太道文部科学兼内閣府副大臣に声をかけてイタリアンレストランと3軒目のクラブで同席したと明らかにした。イタリアンレストランでは3軒目のクラブの関係者の女性2人もおり、5人で会食した。大塚は、2月1日に国会対策副委員長を辞任（事実上の更迭）。さらに、同日午後に松本、田野瀬両議員とともに自民党本部で二階俊博幹事長と会談し、離党勧告を受けたことを受けて離党届を提出した。離党届は持ち回りの党紀委員会で受理された。また離党に伴い、自民党大阪府連会長も辞任した。また、この件により同席していた田野瀬、松本らとともにマスコミにて「銀座3兄弟」と名付けられた。大塚の府連会長辞任に伴い、原田憲治が府連会長に就任した。
2021年の第49回衆議院議員総選挙においては、大阪府内で日本維新の会が擁立した全選挙区で議席を獲得し、自民党は小選挙区比例代表並立制導入の1996年以来初めて、全ての小選挙区の議席を失った。比例復活も宗清皇一（大阪13区）と谷川とむ（大阪19区）の2人のみとなった。その結果を受けて自民党大阪府連会長の原田憲治（9区）は選挙日に辞任を表明したが、この選挙後の自民党大阪府連所属の国会議員は衆院3人（宗清・谷川と比例単独上位の柳本顕）と参院2人（松川るい・太田房江）のみとなっており、原田の後任調整すらも難航していた。大阪府議からは「ここから自民が盛り返すには20年はかかる」という声も上がっている（結局、2021年12月4日の大阪府連の大会によって宗清が府連会長に選出された）。2022年5月、前年の惨敗した衆議院選挙から再起するために、元衆議院議員らでつくる「挑戦の会」（会長中山泰秀）が発足した。5月21日に設立総会を開き、講師として岸田文雄内閣総理大臣が出席した。
2024年の第50回衆議院議員総選挙においては、大阪府内で日本維新の会が再び擁立した全選挙区で議席を獲得し、自民党は2回続けての小選挙区全敗に終わった。比例復活も島田智明（大阪15区）の1人のみとなった。その結果を受けて自民党大阪府連会長の谷川とむ（19区）は選挙日に辞任を表明した。その後、同年12月22日に開催された、府連の定期大会で参議院議員（比例区）の青山繁晴が後任の府連会長に選出され就任。大阪府外選出で直近迄府連への所属が無い議員の就任は異例となった。
2025年の第27回参議院議員通常選挙においては、大阪選挙区で公認候補の柳本顕が落選し、全国の複数人区で唯一、当選者を出せなかった。また、府内の比例代表の得票数も前回・3年前の選挙から3割余り減らした。選挙後、青山は敗北の責任を取り会長を辞任した。

### 府政（大阪府議会）
1955年の結党以来大阪府知事には1971年〜1979年に在任した黒田了一を除き、長らく自民党が公認または推薦した人物が当選し続けた。また大阪府議会においても最大会派の座を維持し続けてきた。
しかし、2008年の知事選挙で擁立し当選した橋下徹が、当時自民党所属であった松井一郎らと共に大阪維新の会を結党。多数の府議会議員が同党に参加したことにより大量の離党者を出した。
2011年の府議選では同党が57議席を獲得して大阪府議会史上初めて単独会派での単独過半数を獲得した。その一方で自民党の獲得議席は13に留まり、結党以来維持し続けてきた最大会派の座を明け渡してきた。
また橋下が同年11月実施の大阪市長選挙に出馬するに伴って辞職したことに伴って行われた知事選挙では無所属で出馬した元池田市長の倉田薫を支持したものの府議を辞職し大阪維新の会公認で出馬した松井にほぼWスコアで惨敗し府政においては完全な野党となった。
2015年に行われた府議選では改選前を9議席上回る21議席を獲得し、大阪維新の会の単独過半数獲得を阻止した。
同年11月に行われた知事選では府議を辞職し無所属で出馬した栗原貴子を推薦した。この選挙では、旧日本維新の会 の後継であるおおさか維新の会・維新の党・次世代の党を除く全国政党の支援を受けた（府知事選挙としては史上初めて日本共産党との共闘が実現した）。しかし自共共闘に対する猛烈な批判に遭ったことも影響して前回選挙で倉田が獲得した得票数よりも15万票減らして現職の松井に約100万票の大差をつけられて敗北した。
2019年4月に、松井が知事を辞職したことに伴う知事選挙では、元大阪府副知事の小西禎一を擁立した。小西は日本維新の会および同党と統一会派を組む希望の党を除く全ての国政政党が支援した。しかし、大阪維新の会公認で前大阪市長の吉村洋文に100万票を超える大差をつけられて落選した。また同日実施となった府議選では、維新の急先鋒と呼ばれ府議団幹事長であった花谷充愉が落選するなど、改選前から9議席減らし15議席に後退し、大阪維新の会に再び単独過半数を大きく超える議席の獲得を許した。
大阪維新の会の最重要政策である大阪都構想に対しては、大阪維新の会が結党する前においては後に同党に参加する松井など賛成派も反対派も共存していた。しかし同党の結党後に残った議員らは殆どが反対派で、2011年以降において一貫して反対の立場をとっており2015年の住民投票でも反対運動に対して積極的に参加していた。
しかし、2019年の府議選で反対派の急先鋒となっていた府議団幹事長の花谷充愉など強硬な反対派が軒並み落選したことで今まで活動をしてこなかった（隠れ）賛成派の議員の割合が増加した。2回目の住民投票を前にした2020年6月頃には府議団としての賛成派が上回る事態が発生した。8月17日に自民府連が反対の方針を決定したが、21日の府議会本会議で大阪府会議員団の原田亮幹事長は賛成の立場で代表質問に立った。また、議決の際には府議団としては自主投票とし16名中5人が賛成に投じた。9月18日、原田に対して奴井和幸総会議長が府連の方針に反した活動をしていると厳重注意を行った。また、府連所属の国会議員などから「賛成したら次の選挙では支援しない」という趣旨の宣告を受けたこともあり実質的な活動を行うことは無かった。結局、2020年11月に実施された2回目の住民投票後に原田は幹事長を辞任した。
2023年の第20回統一地方選挙では、議員の減少による組織の弱体化もあって、知事選では自民党の独自候補を立てられず過去に自民党による憲法改正案を批判していた候補（谷口真由美）を支援する状況への批判が出る（ただし一部議員は支援しなかった）、府議選では1人区のうち7つで大阪維新の会の候補者に無投票当選を許すなど、擁立段階から苦戦となる状況にあり、選挙結果でも知事選では吉村洋文の再選、府議選では前回選挙で定数が88であったところを79議席と定数が9減らされた中で維新が過半数を大きく上回り前回の51議席（選挙直前は46議席）に対して55議席を確保した一方で、自民党は現有16議席を半減させる7議席と惨敗に終わり、府連幹事長の西恵司、原田亮府議団幹事長らのも落選を受け、府連会長の宗清皇一も辞任を表明した。
なお、大阪府議会は、他県に比べても選挙区が細かく設定されていることに加え、維新による2度の著しい定数削減の結果、1人区が全国最多であり、多くの選挙区で自民党の候補者が維新の候補者に敗れることにより自民党不在となる選挙区も多い。

### 市政（大阪市会）
大阪市議団は当初より大阪都構想に対して断固反対の立場を一貫して貫いており、大阪市長選挙においては2011年より反対派の平松邦夫を推薦し、橋下徹との一騎打ちを行った。この選挙において、事実上の自共共闘が成立した。この「維新対反維新」の傾向は続き、2015年および2019年において自民党の元大阪市会議員の柳本顕を擁立、これに公明党・立憲民主党、共産党なども柳本を支援した。しかし、いずれの選挙も大阪維新の会公認の新人候補に敗れている。
2021年には、自由民主党所属の市議3人（太田晶也（福島区）、田中宏樹（平野区）、荒木幹男（西淀川区））が自民党会派を離れて、旧民主系の市議2人（武直樹（生野区）、松崎孔（住之江区））と新会派「自由民主党・市民とつながる・くらしが第一大阪市会議員団」を結成した。
また大阪市議団は大阪維新の会が推進する夢洲におけるカジノを含む統合型リゾート（IR）の誘致活動に対しても明確に反対するなど、大阪維新の会との溝がさらに深まり、IRを推進する自民党本部とのスタンスの違いが大きくなりつつある。
このスタンスの違いから、2019年以降においては、市議団や公明党と（特に大阪維新の会発案の事案を巡って）対立することも少なくない。
2023年大阪市議会議員選挙においては定数2減を受けた全81議席のうち、維新が過半数を上回る46議席を確保（市会で単独過半数を初めて確保）、自民党は14から3減らした11議席と退潮。大阪府連の総務会長である川嶋広稔も落選した。

### 堺市政
堺市議会において、2011年の統一地方選挙から2023年現在に至るまで会派で第一党を維新に明け渡している。堺市長選挙においては、竹山修身が2009年の市長選に当時大阪府知事だった橋下徹の全面支援を受けて無所属で立候補して当選した。しかし、橋下は府の機能強化と堺市などの解体を掲げる「大阪都構想」を表明。それに対し竹山は堺市廃止論に反対し、橋下は絶縁を宣言して以来、2013年の市長選は竹山を自民党大阪府連が支持、2017年の市長選は推薦を行っていた。2019年に竹山が不祥事により市長を辞職、それに伴い実施された2019年の市長選で維新公認候補の永藤英機が当選し、自由民主党堺市議団（市民クラブ）元政務調査会長であった野村友昭（ただし自民党大阪府連としては推薦や支持などは行っておらず、自主支援にとどまる）が落選して以来、維新に堺市長のポストを明け渡している（2023年の永藤の任期満了に伴う選挙においても野村は得票率を前回より落として落選）。

## 現在の役員構成

### 役員
| 会長             | 副会長   | 幹事長   | 副幹事長                   | 総務会長 | 政務調査会長 | 選挙対策委員長 |
| ---------------- | -------- | -------- | -------------------------- | -------- | ------------ | -------------- |
| 松川るい（代行） | 太田房江 | 前田和彦 | 池内秀仁 西村昭三 永井啓介 | 木下吉信 | 松川るい     | 太田房江       |

## 所属議員

### 大阪府議会
| 都道府県 | 議員数 |
| -------- | ------ |
| 大阪府   | 8 / 79 |

### 政令市議会
| 市     | 議員数  |
| ------ | ------- |
| 大阪市 | 12 / 81 |
| 堺市   | 7 / 48  |

### 中核市議会
| 市       | 議員数 |
| -------- | ------ |
| 東大阪市 | 8 / 38 |
| 豊中市   | 3 / 34 |
| 枚方市   | 4 / 32 |
| 吹田市   | 4 / 36 |
| 高槻市   | 3 / 34 |
| 八尾市   | 2 / 26 |
| 寝屋川市 | 4 / 24 |

### その他の市議会
| 市         | 議員数 |
| ---------- | ------ |
| 茨木市     | 5 / 28 |
| 岸和田市   | 1 / 24 |
| 和泉市     | 4 / 24 |
| 守口市     | 2 / 22 |
| 箕面市     | 4 / 23 |
| 門真市     | 3 / 20 |
| 大東市     | 1 / 17 |
| 松原市     | 3 / 18 |
| 羽曳野市   | 2 / 18 |
| 富田林市   | 2 / 18 |
| 池田市     | 4 / 22 |
| 河内長野市 | 2 / 18 |
| 泉佐野市   | 2 / 18 |
| 摂津市     | 2 / 19 |
| 貝塚市     | 1 / 18 |
| 交野市     | 1 / 15 |
| 泉大津市   | 0 / 16 |
| 柏原市     | 5 / 16 |
| 藤井寺市   | 2 / 14 |
| 泉南市     | 4 / 15 |
| 大阪狭山市 | 2 / 14 |
| 高石市     | 1 / 15 |
| 四條畷市   | 2 / 12 |
| 阪南市     | 2 / 14 |

### 町村議会
| 市         | 議員数 |
| ---------- | ------ |
| 熊取町     | 1 / 14 |
| 島本町     | 3 / 14 |
| 豊能町     | 2 / 12 |
| 忠岡町     | 0 / 12 |
| 河南町     | 1 / 12 |
| 岬町       | 2 / 12 |
| 太子町     | 3 / 11 |
| 能勢町     | 1 / 12 |
| 田尻町     | 1 / 10 |
| 千早赤阪村 | 2 / 7  |